# باب جیمز (موسیقی‌دان)
رابرت مک‌الهینی جیمز (انگلیسی: Robert McElhiney James؛ زادهٔ ۲۵ دسامبر ۱۹۳۹) که با نام حرفه‌ای باب جیمز شناخته می‌شود، موسیقی‌دان، آهنگساز، تنظیم‌کننده و تهیه‌کننده موسیقی جاز اهل ایالات متحده آمریکا است.
 موسیقی از هفت آلبوم اول او بارها نمونه‌برداری شده‌است و به گسترش هیپ هاپ کمک کرده‌است.